# 문배나무
문배 또는 문배나무(Pyrus ussuriensis var. seoulensis)는 산돌배나무(Pyrus ussuriensis)의 하위 종이다. 1935년 홍릉수목원에서 나카이 다케노신에 의해 처음 발견되었다. 4~5월에 흰 색의 꽃이 피며, 8~10월에 작은 열매가 누렇게 익는다.

## 같이 보기
- 문배주